# Харебашвили, Саба
Саба́ Харебашви́ли (груз. საბა ხარებაშვილი; 3 сентября 2008) — грузинский футболист, крайний защитник тбилисского «Динамо» и сборной Грузии.

## Клубная карьера
Воспитанник футбольной академии клуба «Динамо» (Тбилиси). 26 апреля 2024 года дебютировал за «Динамо» в матче Эровнули-лиги против клуба «Телави», в возрасте 15 лет и 236 дней став самым молодым дебютантом грузинского чемпионата в сезоне.

## Карьера в сборной
В октябре 2023 года дебютировал за сборную Грузии до 17 лет.
В июне 2025 года провёл дебютный матч за сборную Грузии против Фарерских Островов, выйдя на 80-ю минуту.